# 1746

## Esdeveniments
Països Catalans
Resta del món
- 16 d'abril - La batalla de Culloden, xoc final entre jacobites i partidaris de la Casa de Hannover, resulta derrota jacobita del Regne Unit.
- 11 d'octubre - Rocourt (Principat de Lieja, actualment a Lieja) - els francesos obtenen una victòria decisiva en la batalla de Rocourt contra els aliats durant la Guerra de Successió Austríaca.

## Naixements
Països Catalans
- Rafael d'Amat, baró de Maldà.

Resta del món
- 30 de març, Fuendetodos, Aragó, Espanya: Francisco de Goya y Lucientes, pintor espanyol.(m. 1828)[1]
- 21 de maig, Londresː Mary Monckton, comtessa de Cork i Orrery i agent literària anglo-irlandesa (m. 1840).[2]

- 28 de setembre, Bohèmia: Giovanni Punto, concertista de corn i compositor.
- París: Madeleine-Céleste Durancy, cantant dramàtica francesa

## Necrològiques
Resta del món
- 8 d'agost: Dublín: Francis Hutcheson, filòsof escocès-irlandès, un dels fundadors de la Il·lustració escocesa (n. 1694).
- 10 de desembre: Pequín (Xina): Teodorico Pedrini, sacerdot i músic, missioner a la Xina durant els primers anys de la Dinastia Qing. (n. 1671).